# Арика Кейн
Арика Кейн (на английски: Arika Kane) е американска певица, композитор и продуцент.

## Биография и творчество
Арика Кейн е на 28 юли 1985 г. в Килингли, Кънектикът, САЩ, в музикално семейство. Тя започва да пее със семейството си на 10-годишна възраст. През 2009 подписва договор с BSE Recordings и издава своя дебютен албум носещ нейното име. Третият сингъл от него „Here With Me“ достига #69 в Billboard Hot 100, ставайки първия ѝ платинен сингъл. Нейният втори студиен албум, Substance реализиран през 2012, включва хитовете „Waiting“ „Fight 4 Ur Life.“
По време на нейната кариера музиката на Кейн е включена в няколко шоута на VH1, сред които Любов и Хип-Хоп (Ню Йорк), Бейзболни съпруги Необвързани жени и други. VH1 избра „Make It“, песен от дебютния ѝ албум, като главна песен за Разведени в Холивуд and Разведени в Атланта.
Тя издава песента It's There (с участието на Brian McKnight) на 18 март 2014. Сингъла ще бъде включен в нейния трети албум Thru the Veil.

## Живот и Кариера

### 1985 – 2009: Ранен живот и начало на кариерата
Арика Кейн е родена на 28 юли 1985 г. в Кънектикът. Родителите на Кейн са музиканти на половин работно време, често пътуват и пеят в различни групи. Тя развива страст към музиката от много ранна възраст и започва да изнася концерти с родителите си когато е на 10. През 2005 г. започва да преследва музикална кариера и се изявява на различни места в Кънектикът и Ню Йорк Сити. През есента на 2008 музикален продуцент я представя на музикални ръководители в Стратфорд, CT-based BSE Recordings. Тя подписва договор с лейбъла през 2009 започва работа по своя дебютен албум.

### 2009 – 2012:Арика Кейн
Дебютният албум на Арика Кейн, носещ нейното име, е издаден на 23 февруари 2010. От него излизат три сингъла: Bcuz I Luv U, 4 the Lovers и Here With Me. Водещият сингъл Bcuz I Luv U заема тридесет и девето място в US Billboard Hot Adult R&B Airplay chart. Вторият сингъл, 4 the Lovers заема седмо място по продажби в класациите, номер деветнайсет в R&B Airplay chart и осми номер в Billboard Hot 100. Here With Me, третият сингъл, също заема четвърто място по продажби, номер четиринайсети в R&B Airplay и шейсет и седем в the Hot 100. Песента е част от първия сезон на Любов и Хип-Хоп по VH1 и става първият платинен сингъл на Кейн.
Арика е първият артист, появил се заедно с Babyface, Чарли Уилсън и Мейз с участието на Франки Бевърли на DeSoto Civic Center в Огъста, Джорджия, през 2009.
През 2010 г. VH1 и MTV слагат шест песни от дебютния албум на Кейн в „Любов и Хип-Хоп“, „Какво иска Чили“, „Single Ladies“, „Ужасна среща“, „Бейзболни съпруги“.
През 2010 г. UAC Mediabase charts обявяват Арика Кейн и BSE Recordings за #1Независим Артист и Лейбъл в страната за 20 седмици напред.
В края на 2011 г. Кейн започва да записва втория си албум, Substance.

### 2012 – 2014:Substance
Дигиталното излизане на албума е на 13 април 2012 г. „Substance“ достига до номер седем в дигиталните класации. Няколко песни от албума са включени в шоуто на VH1 Single Ladies 2.
През юни 2012 г. VH1 избира „Make It,“ песен от дебютния ѝ албум, за водеща песен в "Разведени в Холивуд. Кейн издава ремикс на „Make It“ през юли 2012.

### 2014-Настояще: „It's There“
Кейн издава сингъла „It's There“ (с участието на Brian McKnight) на 18 март 2014.
 „It's There“ то е първото издадено от предстоящия албум на Кейн, „Thru the Veil.“

## За нея
Кейн е адвокат за правата на жените. Като композитор нейната музика се фокусира над силата и вдъхновяването на жените.

## Дискография
Студийни албуми
- Arika Kane (2010)
- Substance (2012)

Сингли
| Year | Song           | Chart positions | Chart positions | Album      |
| Year | Song           | US              | US R&B          | Album      |
| ---- | -------------- | --------------- | --------------- | ---------- |
| 2010 | „Here With Me“ | —               | 69              | Arika Kane |
| 2010 | 4 the Lovers   | —               | 90              | Arika Kane |